# 시티오브런던 시티오브웨스트민스터 (영국 의회 선거구)
시티오브런던 시티오브웨스트민스터 (Cities of London and Westminster)는 영국 의회 하원에서 지역을 대표하는 그레이터런던의 선거구이다. 2019년부터 보수당 소속의 니키 에이큰이 지역구 의원을 맡고 있다.
런던의 중심에 해당되는 시티오브런던과 시티오브웨스트민스터 일부 지역이 속해 있으며, 선거비용 보전 등급에서 자치구 선거구에 해당된다. 1950년 영국 총선부터 신설되었으며 그때부터 지금까지 보수당 의원만 당선되고 있다.

## 역사

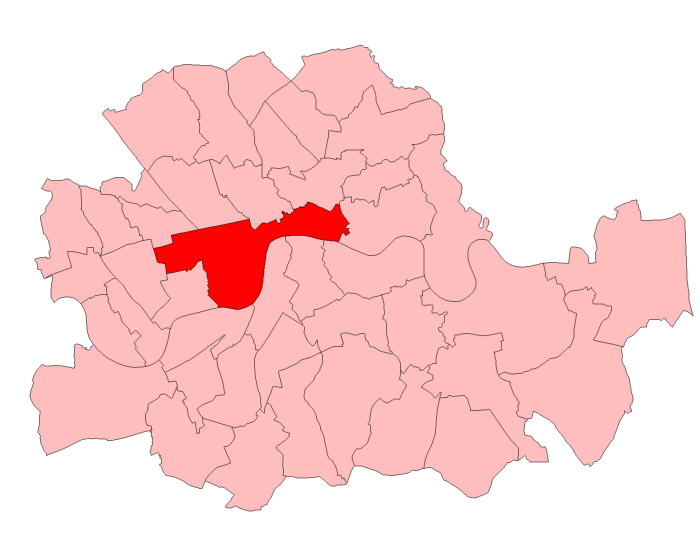
런던주 내 시티오브런던 시티오브웨스트민스터 지역구의 경계 (1950년~1974년).

1945년 총선까지만 하더라도 시티오브런던에는 시티오브런던 지역구가 설치되었으며 2인이 선출되었다. 1946년 1월 잉글랜드 구획위원회에서 1944년 국민대표법에 의거하여 선거구 심의를 개시하였다. 당시 국민대표법에는 시티오브런던을 재편절차에서 제외토록 되어 있었다. 구획위원회는 '첼시 웨스트민스터'로 통합되어 있던 첼시 광역구와 시티오브웨스트민스터를 둘로 나눌 것을 권고하였다.
1948년 2월 영국 정부는 사업체 소유자의 2표 행사권리를 폐지한 국민대표법 개정안을 발의하였다. 이로써 시티오브런던의 총 유권자 투표수는 12,500표에서 4,600표로 감소하였다. 해당 법안에는 시티오브런던의 단일 지역구 유지 조항을 폐지하고 인근의 핀스베리 광역구, 쇼어디치 광역구와 병합한다는 조항도 담겼다. 법안 토의 과정에서 정부는 시티오브런던을 시티오브웨스트민스터와 묶는 것으로 조정하였다. 개편 과정에서 제임스 처터 에드 내무장관은 웨스트민스터, 첼시, 켄징턴의 선거구 조정안이 해당 지역구 국회의원과 관련 자치구 대표와의 토의에서 만장일치로 합의되었다고 밝히고 있다.
결과적으로 이 같은 변화는 1950년 영국 총선부터 적용되었다.

### 경계 조정
1954년 선거구 구획 제1차 정기보고서에서는 별다른 조정안이 제시되지 않았다. 1969년 제2차 정기보고서에서 구획위원회는 "새로운 선거구 경계를 따르기 위한 사소한 변경을 제외하고는" 현행 선거구를 "방해할 이유가 없다"고 판단했으며, 해당안에 대한 반대는 없었다고 밝히고 있다. 다만 나중에 웨스트민스터 시의회에서 지역구 명칭을 '시티오브런던 시티오브웨스트민스터사우스' (The City of London and Westminster South)로 명확히 해야 한다는 의견을 피력하기도 했다. 이에 대해 구획위원회는 시티오브웨스트민스터 내에 서로 다른 지역구 두 개가 들어가 있는 것이 반영된 개정안을 발표하면서 의견이 갈렸고, 명칭도 변경하지 않았다는 사실을 확인하였다. 이어서 명칭 변경에 대한 진정서가 접수되었고 위원회측도 역사적 근거가 마련되어 있긴 하나 "지금은 완전히 정확하지 않다"고 결론을 내려, 시의회의 제안대로 이름을 바꿀 것을 제시하였다.
1983년 제3차 정기보고서의 초안에서 구획위원회는 세인트메릴본 지역구를 폐지하고 해당 지역구에 소속되어 있던 네 선거지역 (캐번디시, 베이커스트리트, 브라이언스턴, 리전트파크)를 시티오브런던 시티오브웨스트민스터사우스 지역구에 편입시키는 방안을 제시하였다. 이에 따라 지역구 명칭도 '시티오브런던 시티오브웨스트민스터' (The City of London and Westminster)로 돌아가리라고 보았다. 현지 조사 결과 리전트파크는 제외되고 대신에 패딩턴 지역구에서 하이드파크 선거지역을 편입시키는 것으로 결론이 났다. 조사 결과 만장일치로 '시티오브런던 시티오브웨스트민스터사우스' (The City of London and Westminster South)로 두기로 결정되었다.
1995년 제4차 정기심의에서 구획위원회는 시티오브웨스트민스터를 켄징턴 첼시 왕립구와 묶는 방안을 고려하였다. 초안에서는 베이스워터와 랭커스터게이트 선거지역을 웨스트민스터노스에서 받아와 지역구를 확대, 명칭도 '시티오브런던 시티오브웨스트민스터'로 회귀하는 방안이 제시되었다. 이는 현지조사 과정에서 여러 차례의 반대에도 불구하고 그대로 유지되었다.
2007년 제5차 정기심의에서 발표된 구획의원회 개정안의 초안에서 기존의 시티오브런던 시티오브웨스트민스터 지역구는 새 선거지역 경계에 맞춰 살짝 조정되도록 했으며, 오히려 시티오브웨스트민스터를 브렌트구와 묶는 방안이 제시되었다. 하지만 두 구를 묶는 방안에 대한 지역구민들의 대대적인 반발로 지역조사가 진행되었으며, 시티오브웨스트민스터와 시티오브런던은 다른 자치구와 묶지 말고 별개로 검토해야 한다는 결론을 내렸다. 이에 구획위원회는 베이스워터와 랭커스터게이트 선거지역을 제외한 시티오브런던 시티오브웨스트민스터 지역구 경계조정안을 제시하였다.
2011년 제6차 웨스트민스터 선거구 정기심의에서 제시된 초안 중에서는 시티오브런던과 이즐링턴구 남부 선거지역을 잇는 방안이 있었으며 "시티오브런던 이즐링턴사우스" (The City of London and Islington South)라는 지역구명도 제시되었다. 시티오브웨스트민스터의 대부분 선거지역은 '웨스트민스터 켄징턴'이란 신설 지역구로 묶이도록 하였다. 이 방안은 두 지역의 분할을 제안한 최초의 개정안이었으나 협의과정에서 반대에 부딫혔고, 구획위원회는 시티오브런던과 시티오브웨스트민스터의 지역구 통합을 복구하며 해당 개정안을 반려하였다. 다만 이 상태에서 정기심의가 중단되고 있었다.
2016년 구획위원회는 제6차 정기심의를 다시 한번 개시하였다. 여기서 시티오브런던 시티오브웨스트민스터 지역구의 경계조정안이 나왔는데, 북서쪽으로 리전트파크와 애비로드, 서쪽으로 나이츠브리지와 벨그레이비아, 북쪽으로 홀본과 코번트가든까지로 조정한다는 방안이 담겼다.
한편 영국 의회 선거구에서는 묶여 있는 시티오브런던은 런던 의회에서는 시티앤드이스트란 지역구에 속해 있으며, 시티오브웨스트민스터 지역은 웨스트센트럴 지역구에 묶여 있다. 잉글랜드 지방정부위원회는 "시티오브런던을 동쪽 지역과 묶는 것은 동부 지역의 재생에 도움이 될 것"이라는 취지로 타워햄리츠구, 뉴엄구, 바킹 대거넘구와 지역구를 통합하였다.

## 경계
1950–1974년: 웨스트민스터 광역구의 채링크로스, 코번트가든, 그레이트말보로컨디트, 그로스베너, 햄릿오브나이츠브리지, 나이츠브리지세인트조지, 폴몰, 리전트, 세인트앤, 세인트존, 세인트마거렛, 스트랜드.
1959년 총선에서 경계가 조정되었다. 당시 사용된 선거지역은 애비, 올더니, 올디치, 버클리, 커시드럴, 처칠, 코번트가든, 돌핀, 이튼, 에버리, 그로스베너, 나이츠브리지, 밀뱅크, 리전트스트리트, 세인트제임스, 소호, 태치브룩, 빅토리아, 워릭, 윌턴이다. 1964년 총선에서는 웨스트민스터 광역구가 시티오브웨스트민스터로 바뀌었으나 세부 선거지역의 변화는 없었다.
시티오브런던은 올더게이트, 올드게이트, 배시쇼, 빌링스게이트, 비숍게이트, 브레드스트리트, 브리지위딘, 브리지위드아웃, 브로드스트리트, 캔들윅, 캐슬베이너스, 칩, 콜맨스트리트, 코드와이너, 코닐, 크리플게이트, 다우게이트, 파링던위딘, 파링던위드아웃, 랭번, 라임스트리트, 포트소큰, 퀴나이트, 타워, 빈트리, 월브룩으로 구성됐다.
1968년 시티오브웨스트민스터의 선거지역 경계가 조정되어, 채링크로스, 처칠, 나이츠브리지, 밀뱅크, 리전트스트리트, 빅토리아스트리트, 워릭이 남게 되었다.
1974–1983년: 이상과 같음.
1978년 선거지역 개편으로 시티오브웨스트민스터의 베이커스트리트, 벨그레이브, 브라이언스턴, 캐번디시, 처칠, 하이드파크, 나이츠브리지, 밀뱅크, 세인트조지스, 세인트제임스, 빅토리아, 웨스트엔드가 지역구 내에 들어오게 되었다. 시티오브런던의 경우 브리지위딘과 브리지위드아웃이 브리지로 통합되었다.
1983–1997년: 이상과 같음.
1997–2010년: 기존의 시티오브웨스트민스터 선거지역에 베이스워터, 랭커스터게이트 추가. 시티오브런던은 변동 없음.
2002년 잉글랜드 지방정부 구획위원회 심의에서 베이커스트리트, 벨그레이브, 브라이언스턴, 캐븐디시, 나이츠브리지, 밀뱅크, 세인트제임스, 빅토리아가 폐지되었다. 2005년 총선부터는 시티오브웨스트민스터의 베이스워터 (일부), 브리아언스턴 도싯스퀘어 (일부), 처칠, 하이드파크, 나이츠브리지, 벨그레이비아, 랭컥스터게이트, 메릴본하이스트리트, 세인트제임스, 태치브루크, 빈센트스퀘어, 워릭, 웨스트엔드 선거지역을 포괄하게 되었다.
2010년~: 시티오브웨스트민스터의 브라이언스턴 도싯스퀘어, 처칠, 하이드파크, 나이츠브리지 벨그레이비어, 메릴본하이스트리트, 세인트제임스, 태치브룩, 빈센트스퀘어, 워릭, 웨스트엔드. 시티오브런던은 변동 없음.
현재 지역구는 시티오브런던 전역과 시티오브웨스트민스터 대부분 지역을 관할하고 있다. 시티오브웨스트민스터 쪽은 메릴본 로드와 웨스트웨이를 경계로 그 남부 지역에 해당된다. 웨스트민스터, 핌리코, 빅토리아, 벨그레이비아, 나이츠브리지, 세인트제임스, 소호, 코번트 가든이 포함되며, 피츠로비아, 메릴본, 에지웨어 로드, 패딩턴, 베이스워터 일부 지역도 포함된다.

## 지역 정보
시티오브런던 시티오브웨스트민스터 지역구는 영국의 수도 런던의 역사적인 심장부에 해당된다. 시티오브런던은 국제적인 금융 중심지이며, 시티오브웨스트민스터는 영국 국회의사당과 화이트홀 (영국 정부청사가 밀집해 있는 관가), 다우닝가 (영국 총리 관저)가 모두 있어 영국의 정치적 중심지를 맡고 있다.
뿐만 아니라 버킹엄 궁전과 세인트폴 대성당, 웨스트엔드의 극장가와 소호처럼 대표적인 관광지도 밀집해 있다. 메이페어, 벨그레이비아, 나이츠브리지 등지는 영국에서 가장 부유한 동네로 꼽힌다. 또한 2011년 인구총조사에서 영국 출생자는 전체 인구 중 절반도 되지 않으며, 50%가 영국 외 유럽 국가 출신, 20%가 미국 출신으로 조사되었다. 전체 유권자 중 절반은 패딩턴과 핌리코에 거주하며 이쪽은 보다 다양한 계층이 거주하고 있다. 처칠가든스나 밀뱅크 주택단지와 같은 대규모 주택단지도 이곳에 들어서 있다.
웨스트민스터 시의회는 보수당이 압도적 의석수를 차지하고 있으며, 2018년 지방선거에서 노동당은 처칠과 웨스트엔드 두 지역에서만 당선자를 배출하였다. 또 시티오브런던 당국도 있는데, 이쪽은 영국에서 가장 인구가 적은 선거지역으로 구성된다. 콜맨스트리트는 총 유권자수가 2명이며, 올드게이트는 27명에 불과하다.

## 역대 국회의원
| 선거   | 의원                 | 정당 | 정당   |
| ------ | -------------------- | ---- | ------ |
| 1950년 | 해롤드 웨비 경       |      | 보수당 |
| 1959년 | 해리 힐턴포스터 경   |      | 보수당 |
| 1959년 | 해리 힐턴포스터 경   |      | 의장   |
| 1965년 | 존 스미스            |      | 보수당 |
| 1970년 | 크리스토퍼 튜전댓 경 |      | 보수당 |
| 1977년 | 피터 브루크          |      | 보수당 |
| 2001년 | 마크 필드            |      | 보수당 |
| 2019년 | 니키 에이큰          |      | 보수당 |

## 선거

### 2010년대
| 선거                                                       | 선거 결과 | 선거 결과                                             | 후보                                | 후보                           | 정당   | 득표   | %      | ±%   |
| ---------------------------------------------------------- | --------- | ----------------------------------------------------- | ----------------------------------- | ------------------------------ | ------ | ------ | ------ | ---- |
| 2019년 총선 유권자수: 63,700 투표수: 42,723 (67.1%) (+4.3) |           | 보수당 유지 과반 득표: 3,952 (+1.0%)                  |                                     | 니키 에이큰                    | 보수당 | 17,049 | 39.9   | -6.7 |
| 2019년 총선 유권자수: 63,700 투표수: 42,723 (67.1%) (+4.3) |           | 보수당 유지 과반 득표: 3,952 (+1.0%)                  | 추카 우무나                         | 자유민주당                     | 13,096 | 30.7   | +19.6  |      |
| 2019년 총선 유권자수: 63,700 투표수: 42,723 (67.1%) (+4.3) |           | 보수당 유지 과반 득표: 3,952 (+1.0%)                  | 고든 나델                           | 노동당                         | 11,624 | 27.2   | -11.2  |      |
| 2019년 총선 유권자수: 63,700 투표수: 42,723 (67.1%) (+4.3) |           | 보수당 유지 과반 득표: 3,952 (+1.0%)                  | 잭 폴란스키                         | 녹색당                         | 728    | 1.7    | -0.4   |      |
| 2019년 총선 유권자수: 63,700 투표수: 42,723 (67.1%) (+4.3) |           | 보수당 유지 과반 득표: 3,952 (+1.0%)                  | 질 맥러클런                         | 기독인연합                     | 124    | 0.3    | 신인   |      |
| 2019년 총선 유권자수: 63,700 투표수: 42,723 (67.1%) (+4.3) |           | 보수당 유지 과반 득표: 3,952 (+1.0%)                  | 더크 반 헤크                        | 자유당                         | 101    | 0.2    |        |      |
| 2017년 총선 유권자수: 61,533 투표수: 38,654 (62.8%) (+3.5) |           | 보수당 유지 과반 득표: 3,148 (8.2%) -18.5 -9.3% 선회  |                                     | 마크 필드                      | 보수당 | 18,005 | 46.6   | -7.5 |
| 2017년 총선 유권자수: 61,533 투표수: 38,654 (62.8%) (+3.5) |           | 보수당 유지 과반 득표: 3,148 (8.2%) -18.5 -9.3% 선회  | 이브라힘 도구스                     | 노동당                         | 14,857 | 38.4   | +11.0  |      |
| 2017년 총선 유권자수: 61,533 투표수: 38,654 (62.8%) (+3.5) |           | 보수당 유지 과반 득표: 3,148 (8.2%) -18.5 -9.3% 선회  | 브리짓 폭스                         | 자유민주당                     | 4,270  | 11.1   | +4.1   |      |
| 2017년 총선 유권자수: 61,533 투표수: 38,654 (62.8%) (+3.5) |           | 보수당 유지 과반 득표: 3,148 (8.2%) -18.5 -9.3% 선회  | 로렌스 맥넬리                       | 녹색당                         | 821    | 2.1    | -3.3   |      |
| 2017년 총선 유권자수: 61,533 투표수: 38,654 (62.8%) (+3.5) |           | 보수당 유지 과반 득표: 3,148 (8.2%) -18.5 -9.3% 선회  | 아닐 바티                           | 영국 독립당                    | 421    | 1.1    | = -4.1 |      |
| 2017년 총선 유권자수: 61,533 투표수: 38,654 (62.8%) (+3.5) |           | 보수당 유지 과반 득표: 3,148 (8.2%) -18.5 -9.3% 선회  | 팀 로드                             | 무소속                         | 173    | 0.4    | 신인   |      |
| 2017년 총선 유권자수: 61,533 투표수: 38,654 (62.8%) (+3.5) |           | 보수당 유지 과반 득표: 3,148 (8.2%) -18.5 -9.3% 선회  | 앵킷 러브 더 마하라자 오브 카슈미르 | 원러브                         | 59     | 0.2    | 신인   |      |
| 2017년 총선 유권자수: 61,533 투표수: 38,654 (62.8%) (+3.5) |           | 보수당 유지 과반 득표: 3,148 (8.2%) -18.5 -9.3% 선회  | 벤자민 위넌                         | 청년당                         | 43     | 0.1    | 신인   |      |
| 2015년 총선 유권자수: 60,992 투표수: 36,185 (59.3%) (+3.8) |           | 보수당 유지 과반 득표: 9,671 (-3.3%) -1.6% 선회       |                                     | 마크 필드                      | 보수당 | 19,570 | 54.1   | +1.9 |
| 2015년 총선 유권자수: 60,992 투표수: 36,185 (59.3%) (+3.8) |           | 보수당 유지 과반 득표: 9,671 (-3.3%) -1.6% 선회       | 닉 슬링스비                         | 노동당                         | 9,899  | 27.4   | +5.2   |      |
| 2015년 총선 유권자수: 60,992 투표수: 36,185 (59.3%) (+3.8) |           | 보수당 유지 과반 득표: 9,671 (-3.3%) -1.6% 선회       | 벨린다 브룩스고든                   | 자유민주당                     | 2,521  | 7.0    | -13.5  |      |
| 2015년 총선 유권자수: 60,992 투표수: 36,185 (59.3%) (+3.8) |           | 보수당 유지 과반 득표: 9,671 (-3.3%) -1.6% 선회       | 휴 스몰                             | 녹색당                         | 1,953  | 5.4    | +3.3   |      |
| 2015년 총선 유권자수: 60,992 투표수: 36,185 (59.3%) (+3.8) |           | 보수당 유지 과반 득표: 9,671 (-3.3%) -1.6% 선회       | 로버트 스티븐슨                     | 영국 독립당                    | 1,894  | 5.2    | = +3.4 |      |
| 2015년 총선 유권자수: 60,992 투표수: 36,185 (59.3%) (+3.8) |           | 보수당 유지 과반 득표: 9,671 (-3.3%) -1.6% 선회       | 에두아르앙리 디포르주               | 마약은 알코올보다 안전하다     | 160    | 0.4    | 신인   |      |
| 2015년 총선 유권자수: 60,992 투표수: 36,185 (59.3%) (+3.8) |           | 보수당 유지 과반 득표: 9,671 (-3.3%) -1.6% 선회       | 질 맥라런                           | 기독인연합                     | 129    | 0.4    | 신인   |      |
| 2015년 총선 유권자수: 60,992 투표수: 36,185 (59.3%) (+3.8) |           | 보수당 유지 과반 득표: 9,671 (-3.3%) -1.6% 선회       | 계급전쟁                            | 틀:정당색/영국을 확인해 주세요 | 59     | 0.2    | 신인   |      |
| 2010년 총선 유권자수: 66,849 투표수: 36,931 (55.5%) (+4.4) |           | 보수당 유지 과반 득표: 11,076 (30.0%) +7.8 +3.5% 선회 |                                     | 마크 필드                      | 보수당 | 19,264 | 52.2   | +3.9 |
| 2010년 총선 유권자수: 66,849 투표수: 36,931 (55.5%) (+4.4) |           | 보수당 유지 과반 득표: 11,076 (30.0%) +7.8 +3.5% 선회 | 데이브 로운트리                     | 노동당                         | 8,188  | 22.2   | -3.1   |      |
| 2010년 총선 유권자수: 66,849 투표수: 36,931 (55.5%) (+4.4) |           | 보수당 유지 과반 득표: 11,076 (30.0%) +7.8 +3.5% 선회 | 나오미 스미스                       | 자유민주당                     | 7,574  | 20.5   | +2.0   |      |
| 2010년 총선 유권자수: 66,849 투표수: 36,931 (55.5%) (+4.4) |           | 보수당 유지 과반 득표: 11,076 (30.0%) +7.8 +3.5% 선회 | 데릭 체이스                         | 녹색당                         | 778    | 2.1    | -2.2   |      |
| 2010년 총선 유권자수: 66,849 투표수: 36,931 (55.5%) (+4.4) |           | 보수당 유지 과반 득표: 11,076 (30.0%) +7.8 +3.5% 선회 | 폴 웨스턴                           | 영국 독립당                    | 664    | 1.8    | = +0.7 |      |
| 2010년 총선 유권자수: 66,849 투표수: 36,931 (55.5%) (+4.4) |           | 보수당 유지 과반 득표: 11,076 (30.0%) +7.8 +3.5% 선회 | 프랭크 로즈맨                       | 잉글랜드 민주당                | 191    | 0.5    | 신인   |      |
| 2010년 총선 유권자수: 66,849 투표수: 36,931 (55.5%) (+4.4) |           | 보수당 유지 과반 득표: 11,076 (30.0%) +7.8 +3.5% 선회 | 데니스 델더필드                     | 무소속                         | 98     | 0.3    | 신인   |      |
| 2010년 총선 유권자수: 66,849 투표수: 36,931 (55.5%) (+4.4) |           | 보수당 유지 과반 득표: 11,076 (30.0%) +7.8 +3.5% 선회 | 잭 넌                               | 영국 해적당                    | 90     | 0.2    | 신인   |      |
| 2010년 총선 유권자수: 66,849 투표수: 36,931 (55.5%) (+4.4) |           | 보수당 유지 과반 득표: 11,076 (30.0%) +7.8 +3.5% 선회 | 매드 캐픈 톰                        | 무소속                         | 84     | 0.2    | 신인   |      |

## 같이 보기
- 그레이터런던의 의회 선거구

### 내용주
1. ↑  1974년 '시티오브런던 시티오브웨스트민스터사우스'로 개명하였다.
2. ↑  1997년 '시티오브런던 시티오브웨스트민스터'로 개명하였다.

### 참조주
1. ↑  “Cities of London and Westminster: Usual Resident Population, 2011”. 《Neighbourhood Statistics》. Office for National Statistics. 2016년 3월 4일에 원본 문서에서 보존된 문서. 2015년 3월 2일에 확인함.
2. ↑  “Electorate Figures”. 《2011 Electorate Figures》. Boundary Commission for England.  4 March 2011. 6 November 2010에 원본 문서에서 보존된 문서. 13 March 2011에 확인함.
3. ↑  시티오브런던 지역구에서 의원 1~2인이 선출될 지에 대한 결정은 구획위원회가 아닌 영국 의회 소관이었다.
4. ↑  "Initial Report of the Boundary Commission for England", Cmd. 7260, p. 4.
5. ↑  "Initial Report of the Boundary Commission for England", Cmd. 7260, p. 33.
6. ↑  “Redistribution of Seats”. 《The Times》. 1948년 2월 16일. 4면.
7. ↑  “Proposals For New Seats”. 《The Times》. 1948년 6월 14일. 4면.
8. ↑  HC Debs 보관됨 2012-12-24 - 웨이백 머신 5ser vol 452 col 326.
9. ↑  "Boundary Commission for England", First Periodical Report, Cmd. 9311, p. 25.
10. ↑  "Boundary Commission for England", Second Periodical Report, Cmnd. 4084, pp. 26-27.
11. ↑  "Boundary Commission for England", Third Periodical Report, Cmnd. 8797-I, pp. 37–8.
12. ↑  "Boundary Commission for England", Fourth Periodical Report, HC 433-i of session 1994-95, pp. 38-45.
13. ↑  "Boundary Commission for England", Fifth Periodical Report, Cm 7032-I, pp. 42–51.
14. ↑  Brannen, Aimee (2011년 9월 13일). “Islington parliamentary boundaries could change”. Islington Gazette. 2013년 8월 13일에 원본 문서에서 보존된 문서. 2021년 12월 26일에 확인함.
15. ↑  Eysenck, Juliet (2011년 9월 13일). “Boundary changes to affect Westminster”. Westminster Chronicle.
16. ↑  White, Isobel; Johnston, Neil (2013년 2월 4일). “Constituency boundaries: the Sixth General Review in England” (PDF). House of Commons Library. 13쪽.
17. ↑  Cities of London and Westminster - Revised Proposal Boundary Commission for England
18. ↑  “Draft Recommendations: Electoral Areas for the Assembly of the Greater London Authority” (PDF). Local Government Commission for England. August 1998. paragraph 73.[깨진 링크]
19. ↑  Boothroyd, David (n.d.). “Westminster City Council Ward Maps”. 《Westminster City Council Election Results》. David Boothroyd. 2016년 4월 6일에 원본 문서에서 보존된 문서. 2018년 10월 31일에 확인함.
20. ↑  “North London Ward Breakdown”. 《Electoral Calculus》. 2019년 12월 4일에 확인함.
21. ↑  “Seat Details”. 《www.electoralcalculus.co.uk》.
22. ↑  “Cities of London and Westminster 1950-1974”. 《Hansard 1803-2005》. UK Parliament. 2021년 12월 26일에 원본 문서에서 보존된 문서. 2015년 3월 2일에 확인함.
23. ↑  “City of London and Westminster South 1974-1997”. 《Hansard 1803-2005》. UK Parliament. 2021년 12월 26일에 원본 문서에서 보존된 문서. 2015년 3월 2일에 확인함.
24. ↑  “Cities of London and Westminster 1997-”. 《Hansard 1803-2005》. UK Parliament. 2021년 12월 26일에 원본 문서에서 보존된 문서. 2015년 3월 2일에 확인함.
25. ↑  레이그 레이먼트의 연도별 국회의원 목록 (Leigh Rayment's Historical List of MPs) –  'C'로 시작하는 선거구 - part 4
26. ↑  “Cities of London & Westminster parliamentary constituency - Election 2019 - BBC News”. 《BBC News》 (BBC). 2019년 11월 24일에 확인함.
27. ↑  “<Election Title>” (PDF). Westminster City Council. 2018년 2월 7일에 원본 문서 (PDF)에서 보존된 문서. 2017년 5월 12일에 확인함.
28. ↑  Baker, Carl; Hawkins, Oliver; Audickas, Lukas; Bate, Alex; Cracknell, Richard; Apostolova, Vyara; Dempsey, Noel; McInnes, Roderick; Rutherford, Tom; Uberoi, Elise (2019년 1월 29일). General Election 2017: results and analysis (PDF) (보고서). House of Commons Library. 2020년 1월 26일에 원본 문서 (PDF)에서 보존된 문서. 2020년 3월 10일에 확인함.
29. ↑  “Election Data 2015”. Electoral Calculus. 17 October 2015에 원본 문서에서 보존된 문서. 17 October 2015에 확인함.
30. ↑  “7 May 2015 - UK general election”. Westminster City Council. 2020년 8월 13일에 원본 문서에서 보존된 문서. 2015년 5월 9일에 확인함.
31. ↑  “Election Data 2010”. Electoral Calculus. 26 July 2013에 원본 문서에서 보존된 문서. 17 October 2015에 확인함.